# Обабок чернеющий
Оба́бок черне́ющий (лат. Léccinum crocipódium, ранее — лат. Leccinum nigréscens) — гриб рода обабок (Leccinum) семейства болетовые (Boletaceae). 
Научные синонимы:
- Boletus crocipodius Letell., 1838basionym
- Boletus luteoporus Bouchinot, 1904
- Boletus nigrescens Richon & Roze 1888, nom. illeg.
- Boletus tessellatus Gillet, 1878, nom. illeg.
- Boletus velenovskyi Smotl., 1912
- Leccinum nigrescens (Richon & Roze) Singer, 1947

и др. 

Русские синонимы:
- Обабок ша́хматный

## Описание
Шляпка полушаровидная, затем подушковидная с тупым краем, диаметром 5—15 см. Кожица сухая, гладкая или войлочная, часто растрескивается, жёлто-коричневого цвета.
Мякоть светло-жёлтая, мягкая, на срезе становится винно-красной или фиолетово-коричневой, затем чернеет.
Трубчатый слой выемчатый или узкоприросший, толщиной 1,5—2,5 см, лимонно-жёлтый. Поры мелкие, угловато-округлые, при нажатии окрашиваются в лилово-коричневый цвет.
Ножка высотой 5—12 см и толщиной до 1—3 см, цилиндрическая или булавовидно-утолщённая внизу, желтоватая, с охристо-жёлтыми чешуйками, у основания приобретающими форму сеточки.
Споровый порошок оливково-жёлтый, споры 15х6 мкм, веретеновидные.

## Экологияи распространение
Образует микоризу с дубом и буком, встречается в тёплых районах Европы. В России известен на Кавказе. Плодоносит одиночно или группами.
Сезон: июнь — сентябрь.

## Сходные виды
Съедобные:
- Другие подберёзовики

Несъедобные:
- Жёлчный гриб (Tylopilus felleus)

## Пищевые качества
Съедобный гриб, употребляется в свежеприготовленном, сушёном и маринованном виде. При сушке чернеет.